# Manam
Manam (nota anche come Manumudar o Volcan island) è un'isola vulcanica di Papua Nuova Guinea.

## Geografia
L'isola di Manam è un'isola vulcanica di forma quasi circolare con un diametro di 10 km, situata a circa 13 km dalle coste nord-orientali di Papua Nuova Guinea.
È caratterizzata dalla presenza di uno stratovulcano dalla cui sommità si estendono a raggiera quattro grandi vallate. Sulla sua cima sono presenti due crateri, entrambi attivi con eruzioni documentate fin dal 1616. Il clima è tropicale umido. Il terreno principalmente  basaltico-andesitico è ricoperto di Foresta pluviale di pianura.
L'eruzione del 2004 ha provocato l'evacuazione della popolazione locale verso altre località di Papua Nuova Guinea. Tuttavia recentemente alcuni di loro hanno fatto rientro nonostante l'attività vulcanica sia ancora presente.